# Lager Lévitan
Lager Lévitan (též Lager Ost Lévitan či Lager Ost) byl během nacistické okupace Francie pracovní tábor v Paříži. Nacházel se na adrese 85/87 Rue du Faubourg-Saint-Martin v 10. obvodu. Jednalo se o bývalý obchodní dům využívaný od července 1943 do srpna 1944 jako mezisklad konfiskovaného židovského majetku a pracovní tábor pro 180 až 250 nuceně nasazených židů. Byl jedním ze tří pobočných táborů sběrného tábora v Drancy. Jeno název byl odvozen od bývalého názvu obchodního domu s nábytkem Magasin Lévitan.

## Historie
Anglický obchodní řetězec Aux Classes Laborieuses Ltd otevřel v Paříži v blízkosti Gare de l'Est v roce 1900 moderní obchodní dům s vchodem z Rue du Faubourg-Saint-Martin. V důsledku recese způsobené první světovou válkou byl obchodní dům uzavřen. Dům následně koupil židovský podnikatel Wolf Lévitan (1885–1966), který založil továrnu na nábytek Lévitan a jeden obchod s nábytkem už provozoval na Bulváru Magenta v domě č. 63.
V červenci 1940 byl Alfredem Rosenbergem do okupované Paříže povolán Kurt von Behr jako vedoucí hlavního oddělení v Rosenbergem vytvořené organizaci Einsatzstab Reichsleiter Rosenberg. Ta měla za úkol shromažďovat "opuštěné kulturní statky židů". Od ledna 1942 probíhala v Paříži Akce-M (M jako Möbel – nábytek). Jednalo se o rabování bytového zařízení ve Francii pro německé účely (obohacení, odškodnění vybombardovaných německých občanů apod.). Akce trvala až do osvobození Paříže, tj. do srpna 1944.
Za tímto účelem byly zřízeny v Paříži tři pobočky tábora Drancy. Jednalo se o tábory Lévitan, Austerlitz (43, quai de la Gare ve 13. obvodu) a Bassano (2, rue de Bassano v 16. obvodu). Tábor Lévitan sloužil kromě skladu též k internaci nuceně nasazených židů. Do Německé říše bylo za dobu existence vypraveno přes 600 vlakových přeprav zabaveného židovského nábytku.